# Piazzolo
Piazzolo es una comune italiana situada en la provincia de Bérgamo, en Lombardía. Tiene una población estimada, a fines de diciembre de 2021, de 87 habitantes.

## Evolución demográfica
| Gráfica de evolución demográfica de Piazzolo entre 1861 y 2021 |
|                                                                |
| Fuente: ISTAT - Elaboración gráfica de Wikipedia               |